# Nostang
Nostang é uma comuna francesa na região administrativa da Bretanha, no departamento Morbihan. Estende-se por uma área de 15,67 km². Em 2010 a comuna tinha 1 592 habitantes (densidade: 101,6 hab./km²).